# Konjuša (Knić)
Pour les articles homonymes, voir Konjuša.
Konjuša (en serbe cyrillique : Конјуша) est un village de Serbie situé dans la municipalité de Knić, district de Šumadija. Au recensement de 2011, il comptait 156 habitants.

## Démographie
| 1948 | 1953 | 1961 | 1971 | 1981 | 1991 | 2002 | 2011 |
| ---- | ---- | ---- | ---- | ---- | ---- | ---- | ---- |
| 404  | 398  | 356  | 289  | 276  | 246  | 190  | 156  |

|  |